# Centrophorus
Centrophorus és un gènere de taurons esqualiforms. Són taurons d'aigües profundes i temperades, viuen en els oceans tropicals de tot el món. Es caracteritzen per tenir uns grans ulls verds i espines a les aletes dorsals.
Aquest gènere està present en el registre fòssil des del Paleocè (C. squamosus).

## Taxonomia
- Centrophorus acus Garman, 1906.
- Centrophorus atromarginatus Garman, 1913.
- Centrophorus granulosus (Bloch i Schneider, 1801).
- Centrophorus harrissoni McCulloch, 1915.
- Centrophorus isodon (Chu, Meng & Liu, 1981).
- Centrophorus lusitanicus Barbosa du Bocage i Brito Capello, 1864.
- Centrophorus moluccensis Bleeker, 1860.
- Centrophorus niaukang Teng, 1959.
- Centrophorus squamosus (Bonnaterre, 1788).
- Centrophorus tessellatus Garman, 1906.
- Centrophorus uyato (Rafinesque, 1810).